# Horváth Ferenc (költő)
Horváth Ferenc Edu (Újpest, 1948. február 28. –) magyar költő, műfordító és tanár.

## Életpályája
Szülei: Horváth Ferenc és Váli Zsuzsanna. 1970-1982 között Érsekvadkerten, Honton, Drégelypalánkon, Ipolyvecén, Patakon, Nógrádsápon és Újpesten volt általános iskolai tanár. 1971-1975 között a Ho Si Minh Tanárképző Főiskola magyar-orosz szakos hallgatója volt. 1982-1985 között az Állami Könyvterjesztő Vállalat előadója volt. 1985 óta a veresegyházi Fabriczius József Általános Iskola tanára. 1993-1994 között a Kölcsey Ferenc Református Tanítóképző Főiskola sakkoktató végzettségét szerezte meg. Jelenleg nyugdíjas, így többet foglalkozhat a költészettel, mely életének fő területe.

## Magánélete
1970–1984 között Mészáros Katalin volt a felesége. Két fiuk született: Zalán (1971) és Milán (1976).
Így mutatkozik be második kötetében (2000):
Önéletrajz
Horváth Ferenc vagyok: költő és sakktanár;

ötvenkétszer hagyott már faképnél a nyár.

Van két felnőtt fiam, szoba-konyhás lakásom,

négyezer könyvem és térdbéli porckopásom.
Elmondom még hogy hívebb legyen az életrajzom:

egykoron volt de mostan nincs se szakállam se bajszom.

S hogy mit rejt a zsebem? Versek zizegnek benne –

olvasd el, így kerülhetsz már-már a közelembe.

## Művei
- A képzelmész iramatai (versek, 1995)
- A maradék idő (versek, 2000)
- Hintalovon, táltoson; Syllabux, Bp., 2012
- Egy galoppfutam konzerválása. Válogatott versek, 2000-2013; Kairosz, Bp., 2013
- Helyettük írtam. Költői paródiák, stílusjátékok; Cédrus Művészeti Alapítvány–Napkút, Bp., 2015

## Műfordításokkal szerepelt a következő kötetekben
- Fjodor Tyutcsev, Afanaszij Fet és Ivan Bunyin versei (1986)
- XX. századi cseh és szlovák költészet (1986)
- Oszip Mandelstam: Sófényű csillagok (1991)
- Buharaj Ravil: Vadszonettek koszorúja (1993)

## Érdekességek
- „A kétkedés énekei” című szonettkoszorújára válasz szonettkoszorúval felelt Károly György („Vakogás” címmel)

## Díjai
- Az Aquincumi Költőverseny zsűrijének különdíja (2004)